# هيلين (قمر)
Helene أو زحل الثاني عشر هو قمر لزحل. اكتشف على يد بيار لاكويس Pierre Laques وجان ليكاتشيوكس Jean Lecacheux في عام 1980 من عمليات المراقبة الأرضية في مرصد بيك دو ميدي Pic du Midi، وكان التتعيين المؤقت له S/1980 S 6.و سمي في عام 1988 اسمه بهيلين طروادة وهو مشتق من الميثولوجيا اليونانية .كان يطلق عليه في عام 1982 اسم ديون باء، لأنه شارك في المدار مع ديون ويقع مقرها في نقطة لاغرانج (L4). وهو واحد من أربعة أقمار لاغرانجية.